# Asura analogus
Asura analogus là một loài bướm đêm thuộc phân họ Arctiinae, họ Erebidae.